# Julia Kowalczyk
Julia Kowalczyk (30 de septiembre de 1997) es una deportista polaca que compite en judo. Ganó una medalla de bronce en el Campeonato Mundial de Judo de 2019, en la categoría de –57 kg.

## Palmarés internacional
| Campeonato Mundial | Campeonato Mundial | Campeonato Mundial | Campeonato Mundial |
| Año                | Lugar              | Medalla            | Categoría          |
| ------------------ | ------------------ | ------------------ | ------------------ |
| 2019               | Tokio (Japón)      | Medalla de bronce  | –57 kg             |